# Fernsehfieber
Die 1963 vom Süddeutschen Rundfunk ausgestrahlte Fernsehdokumentation Fernsehfieber. Bemerkungen über das Massenmedium und sein Publikum thematisiert die zeitgenössischen Fernsehgewohnheiten der Deutschen. Die ARD hat den Film im Zuge ihrer „Retro“-Archivöffnung in ihrer Mediathek veröffentlicht.

## Inhalt
Die „Zeichen der Zeit“-Redakteure des Südfunk Fernsehens, Dieter Ertel und Georg Friedel, sind mit ihrem Kameramann Hartmut Missbach den Gewohnheiten des Fernsehgebrauchs in den frühen 1960er Jahren nachgegangen. In der Eingangsszene zeigen sie die menschenleeren Straßen während des Durbridge-Krimis Tim Frazer, der auf Einschaltquoten von beinahe 90 Prozent kam. „Deutschland hält den Atem an. Die Großstädte sind wie ausgestorben. Doch mehr noch als Grippe und Schnupfen wütete das Fernsehfieber“, kommentiert der Film. Das „Fernsehfieber“ hält die Menschen zuhause vor den Bildschirmen. 1963 verbrachten nach Schätzungen von Experten 13 bis 14 Millionen Bundesbürger im Durchschnitt ihren Abend vor dem Bildschirm. „Türme von Stahl und Beton wuchsen allenthalben aus den Böden, Giganten bestückt mit elektrotechnischem Hexenwerk veränderten das trauliche Bild der Heimat“, so der Moderationstext zu den Bildern von Antennen auf den Dächern.
Aber nicht überall herrschten die Antennen: Der Film dokumentiert die Angst von Professoren und Studenten in Tübingen vor den neuen Medium, die sich gleichwohl als zukünftige intellektuelle Elite des Landes verstehen. Damit kontrastiert der Film das „Fernsehfieber“, den selbstverständlichen Fernsehkonsum einfacher Arbeiter und Angestellter im Ruhrgebiet, die einfach alles, was über den Bildschirm kommt, irgendwie interessant finden.
In der Schlussszene zeigt der Film, wie eine Fußball-Übertragung die Illusion, „dabei zu sein“, erzeugt und aus den Zuschauern eine nationale Schicksalsgemeinschaft macht. „Das ist wahres Fernsehfieber“ erklärt der Moderator. Die medizinische Metapher zeigt, dass die Faszination des neuen Mediums unerklärlich erscheint.
Der Film ist ein frühes Beispiel für die kulturkritische Thematisierung des Fernsehens durch das Fernsehen selbst und gilt als herausragender Beitrag der sogenannten „Stuttgarter Schule“ der Fernsehdokumentation.
Den Titel „Fernsehfieber“ verwendet auch eine amerikanische RTL-Serie aus den 1990er Jahren.